# Nakpadon
Le Nakpadon est un véhicule blindé de transport de troupes israélien basé sur le châssis du char britannique Centurion.
Il s'agit d'une évolution du Nagmachon, dérivé du char Centurion (appelé Sho't en Israel). Le Nakpadon entre en service dans l'armée israélienne en 1996 et a depuis été déployé au sud-Liban, en Cisjordanie et dans la bande de Gaza. L'armée israélienne en posséderait environ 400 exemplaires.

## Caractéristiques
Le train de roulement du Nakpadon est protégé par d'épais pré-blindages latéraux EKE de troisième génération offrant une protection contre les projectiles à charge creuse de type RPG-7 et les obus perforant de 20 mm.
Les jupes arrières, plus légères, peuvent être relevées pour protéger les fantassins sortant de la casemate.
Afin d'augmenter sa résistance aux mines, le plancher du char est renforcé par l'ajout d'une plaque de blindage ventral.

La casemate est protégée par un blindage modulaire comprenant des éléments composites et réactifs similaire à celui du Magach 7.
Le Nakpadon dispose de deux batteries de lance-pots fumigènes CL-3030 conçus par TAAS.
Des butées élastiques conçue par Kinetics Ltd viennent renforcer la suspension.

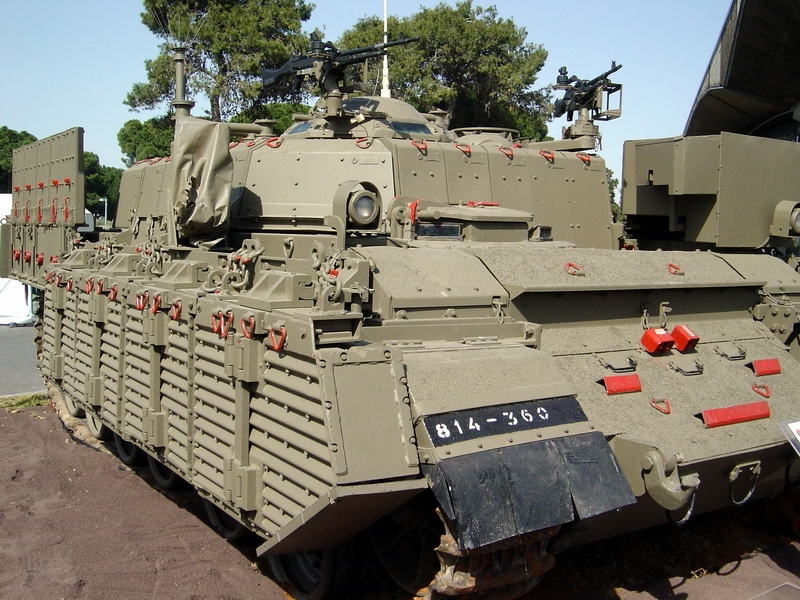
Vue de face.